# دارين ألبرت
دارين ألبرت (بالإنجليزية: Darren Albert)‏ هو لاعب دوري الرغبي أسترالي، ولد في 28 فبراير 1976 في Auburn, New South Wales ‏ في أستراليا.